# Cyprzanów
Cyprzanów (prononciation : [t͡sɨˈpʂanuf]) est une localité polonaise de la gmina de Pietrowice Wielkie, située dans le powiat de Racibórz en voïvodie de Silésie.